# زروقت
زَروقت یا زیروقت نام روستایی از توابع بخش مرکزی شهرستان بردسکن در استان خراسان رضوی است. این روستا در دهستان کوهپایه قرار دارد و براساس سرشماری سال ۱۳۸۵ جمعیت آن ۱۵۹ نفر (۵۳ خانوار) بوده است.